# Matthew Carter (saltador)
Matthew Alexander Carter (Adelaida, 11 de septiembre de 2000) es un deportista australiano que compite en saltos de trampolín. Ganó una medalla de oro en el Campeonato Mundial de Natación de 2019, en la prueba de trampolín 3 m sincronizado mixto.

## Palmarés internacional
| Campeonato Mundial | Campeonato Mundial      | Campeonato Mundial | Campeonato Mundial         |
| Año                | Lugar                   | Medalla            | Prueba                     |
| ------------------ | ----------------------- | ------------------ | -------------------------- |
| 2019               | Gwangju (Corea del Sur) | Medalla de oro     | Trampolín 3 m sincro mixto |